# 16253 Ґріффіс
16253 Ґріффіс (16253 Griffis) — астероїд головного поясу, відкритий 29 квітня 2000 року.
Тіссеранів параметр щодо Юпітера — 3,195.